# Phường chèo cánh trắng
Pericrocotus cantonensis là một loài chim trong họ Campephagidae.